# Heuwagenrennen

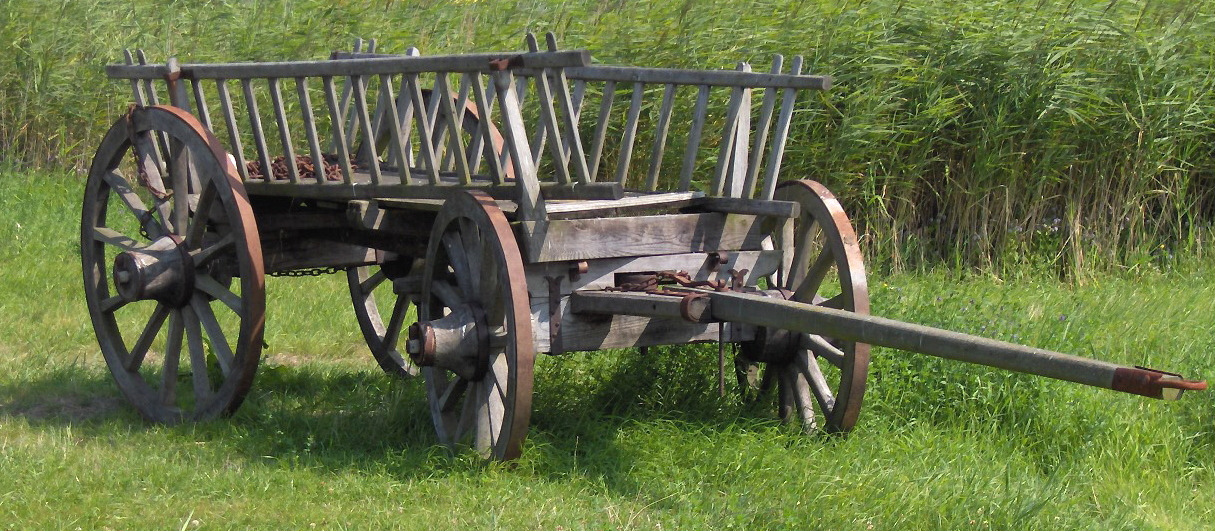
Historischer Leiterwagen

Das Heuwagenrennen ist ein alter italienischer Wettkampf (Palio), der mit Heuwagen oder Handwagen ausgetragen wird.

## Geschichte
Das Heuwagenrennen hat seinen Ursprung in Montebelluna, nördlich von Padua in Italien. Der Marktplatz liegt sehr weit oben auf einem Berg, und bei Angriffen mussten die Anwohner, um Schutz zu suchen, sehr schnell mit ihren Vorräten dort sein. Die Kaufleute mussten jedes Wochenende am schnellsten ihre Ware bergauf bringen, um den besten Verkaufsplatz zu bekommen. Das symbolisiert das Heuwagenrennen, heute Europalio genannt. Der Palio in Montebelluna dauert fünf Tage, und es treten alle elf Stadtteile gegeneinander an.

## Heuwagenrennen

### Eppelheim
Eppelheims Partnerstadt Dammarie-les-Lys in Frankreich hatte 1998 nach Montebullana zum Heuwagenrennen eingeladen. Seitdem findet in Eppelheim, westlich von Heidelberg im Nordwesten Baden-Württembergs, jährlich am dritten Wochenende im Juli, zum Stadtfest Happy Eppelheim ein Heuwagenrennen statt. Es hat den früheren Stadtlauf verdrängt und heißt heute Eppelheim Rallye. Die Strecke läuft 800 m durch mehrere Sandhindernisse um den Eppelheimer Wasserturm herum. Dabei muss der Leiterwagen nur mit Muskelkraft von vier Leuten am schnellsten ins Ziel gezogen und geschoben werden. Für Kinder gibt es ein eigenes Rennen mit kleineren Bollerwagen. Das Motto lautet: „Vorne ziehen, hinten schieben!“

### Much
Im nordrhein-westfälischen Much, nordöstlich von Bonn, findet alle zwei Jahre im Frühjahr im Rahmen der Heufresser-Wettkämpfe ein Heuwagenrennen statt. Dazu werden die Wagen, die von maximal fünf Leuten geschoben und gezogen werden, selbst gezimmert und dürfen in der Grundfläche nicht größer als 1,40 m × 2 m sein.

### Charmey
In Charmey im Kanton Freiburg in der Schweiz findet jährlich zum Chilbi-Fest ein Heuwagenrennen statt. Dazu werden die ehemaligen Wagen kunstvoll ausgeschmückt und die Teilnehmer kostümieren sich aufwändig.